# Xã Sioux, Quận Platte, Missouri
Xã Sioux (tiếng Anh: Sioux Township) là một xã thuộc quận Platte, tiểu bang Missouri, Hoa Kỳ. Năm 2010, dân số của xã này là 11.497 người.